# Great Wratting
Great Wratting is een plaats en civil parish in het bestuurlijke gebied St. Edmundsbury, in het Engelse graafschap Suffolk met 210 inwoners.